# Aramus (ort i Armenien)
Aramus är en ort i Armenien. Den ligger i provinsen Kotajk, i den centrala delen av landet, 15 kilometer nordost om huvudstaden Jerevan. Aramus ligger 1 441 meter över havet och antalet invånare är 3 214.
Terrängen runt Aramus är huvudsakligen kuperad, men den allra närmaste omgivningen är platt. Runt Aramus är det ganska tätbefolkat, med 149 invånare per kvadratkilometer.. Närmaste större samhälle är Jerevan, 14,9 kilometer sydväst om Aramus.
Trakten runt Aramus består i huvudsak av gräsmarker.